# Úrvalsdeild 2004
La Úrvalsdeild 2004 fu la 93ª edizione della massima serie del campionato di calcio islandese disputata tra il 15 maggio e il 19 settembre 2004 e conclusa con la vittoria del FH, al suo primo titolo.
Capocannoniere del torneo fu Gunnar Heiðar þorvaldsson (ÍBV) con 12 reti.

## Formula
Come nella stagione precedente le squadre partecipanti furono dieci e si incontrarono in un turno di andata e ritorno per un totale di diciotto partite.
Le ultime due classificate retrocedettero in 1. deild karla.
Le squadre qualificate alle coppe europee furono quattro: i campioni alla UEFA Champions League 2005-2006, la seconda e il vincitore della coppa nazionale alla Coppa UEFA 2005-2006 e un'ulteriore squadra alla Coppa Intertoto 2005.

## Squadre partecipanti
| Club      | Città          | Stadio | Posizione 2003     |
| --------- | -------------- | ------ | ------------------ |
| Fylkir    | Reykjavík      |        | 4°                 |
| ÍBV       | Vestmannaeyjar |        | 5°                 |
| FH        | Hafnarfjörður  |        | 2°                 |
| KR        | Reykjavík      |        | Campione d'Islanda |
| Grindavík | Grindavík      |        | 6°                 |
| KA        | Akureyri       |        | 8°                 |
| ÍA        | Akranes        |        | 3°                 |
| Keflavík  | Keflavík       |        | 1. deild           |
| Fram      | Reykjavík      |        | 7°                 |
| Víkingur  | Reykjavík      |        | 1. deild           |

## Classifica finale
|                    | Pos. | Squadra   | Pt | G  | V  | N | P  | GF | GS | DR  |
| ------------------ | ---- | --------- | -- | -- | -- | - | -- | -- | -- | --- |
| Islanda (bandiera) | 1.   | FH        | 37 | 18 | 10 | 7 | 1  | 33 | 16 | +17 |
|                    | 2.   | ÍBV       | 31 | 18 | 9  | 4 | 5  | 35 | 20 | +15 |
|                    | 3.   | ÍA        | 31 | 18 | 8  | 7 | 3  | 28 | 19 | +9  |
|                    | 4.   | Fylkir    | 29 | 18 | 8  | 5 | 5  | 26 | 20 | +6  |
|                    | 5.   | Keflavík  | 24 | 18 | 7  | 3 | 8  | 31 | 33 | -2  |
|                    | 6.   | KR        | 22 | 18 | 5  | 7 | 6  | 21 | 22 | -1  |
|                    | 7.   | Grindavík | 22 | 18 | 5  | 7 | 6  | 24 | 31 | -7  |
|                    | 8.   | Fram      | 17 | 18 | 4  | 5 | 9  | 19 | 28 | -9  |
|                    | 9.   | Víkingur  | 16 | 18 | 4  | 4 | 10 | 19 | 30 | -11 |
|                    | 10.  | KA        | 15 | 18 | 4  | 3 | 11 | 13 | 30 | -17 |

Legenda:

      Campione d'Islanda e ammesso alla UEFA Champions League
      Ammesso alla Coppa UEFA
      Ammesso alla Coppa Intertoto
      Retrocesso in 1. deild karla
Note:

Tre punti a vittoria, uno a pareggio, zero a sconfitta.

### Verdetti
- FH Campione d'Islanda 2004 e qualificato alla UEFA Champions League
- ÍBV e Keflavík qualificati alla Coppa UEFA
- ÍA qualificato alla Coppa Intertoto
- Víkingur e KA retrocesse in 1. deild karla.